# Variațiuni
Variațiuni este un film românesc din 1969 regizat de Olimp Vărășteanu.